# GP1BB
Тромбоцитарный гликопротеин Ib, бета цепь (англ. Glycoprotein Ib; GP1BB; CD42c) — мембранный белок, продукт гена человека GP1BB.

## Функции
Гликопротеин Ib (GP Ib) является тромбоцитарным мембранным гликопротеином, гетеродимером, который состоит из 140 кДа альфа цепи (GP1BA) и 22 кДа бета цепи (GP1BB), соединённых дисульфидной связью. Полный комплекс включает также нековалентно-ассоциированные гликопротины IX и V. Комплекс функционирует как рецептор фактора фон Виллебранда. Мутации GP1BB приводят к синдрому Бернара-Сулье, синдрому Ди Георга и болезни гигантских тромбоцитов.

## Взаимодействия
GP1BB взаимодействует с регуляторным белком YWHAZ из семейства 14-3-3.